# A2ステレオ
A2ステレオ（英語: A2 Stereo、ドイツ語: Zweikanalton）とは主にドイツで使用されているテレビのステレオ音声多重送信方式である。FM搬送波を2本使用し送信することにより（副搬送波に載せる多重方式に比べ）チャンネル間の分離性能を比較的高く実現でき、ステレオのみならず二カ国語放送にも適している。

## 技術概要
FMの第二搬送波は、主搬送波より242kHz高く送信されるが、この周波数は主周波数より15.5倍（15.5×15,625=242,187.5Hz）であり、映像信号への干渉が少ない。
完全に別の音声プログラムを送信することも出来るし、ステレオ音声送信にも使用できる。ステレオの場合、第一搬送波は互換性維持のため、左右チャンネルの合成信号 (L+R) を送信し第二搬送波が「2×R（L-Rではない）」信号を送信する。この2つの信号を合成することにより、チャンネル間の関連ノイズを減少し、SN比を向上させることができる。
また第二搬送波は、同時にこの信号がステレオ音声か多重放送かを識別する制御信号を含み、この制御信号は50%のAM変調を使用する。搬送波は主周波数より3.5倍 (54,687.5Hz) であり、変調周波数はステレオの場合117.5Hz、多重放送の場合274.1Hzである。これらの信号がない場合は、モノラル放送と判断される。

## 韓国でのバリエーション
A2ステレオ方式は韓国でも使用されているバージョンがあり、テレビ送信システムのバリエーション「M」システムとの互換がはかられている。この場合、第二搬送波は主周波数より14.25倍（約224kHz）でプリエンファシスは75マイクロ秒、ステレオ制御信号は149.9Hz、多重放送制御信号は276Hz、第二信号は「L-R」信号（Rではない）。

## 別名
A2ステレオ方式の名前は世界各国でさまざまなものが使われている。A2ステレオの他、ドイツでは「Zweikanalton（ツヴァイカナルトン、つまり2チャンネルサウンド）」、「German Stereo（ジャーマン・ステレオ、つまりドイツ・ステレオ）」、「West German Stereo」、「IDR Stereo」など。

## A2ステレオ方式採用国・地域
下記の国々でA2ステレオ音声多重方式が採用されている。

### ヨーロッパ
- ドイツ
- オーストリア
- スイス
- オランダ

### アジア
- 韓国：「M」システム互換版